# Una scomoda circostanza - Caught Stealing
Una scomoda circostanza - Caught Stealing (Caught Stealing) è un film del 2025 diretto da Darren Aronofsky.
Tratto dal romanzo del 2004 di Charlie Huston A tuo rischio e pericolo, è interpretato da Austin Butler, Regina King, Zoë Kravitz, Matt Smith, Liev Schreiber, Vincent D'Onofrio e Bad Bunny.

## Trama
Al liceo, Hank era una promessa del baseball, finché la sua carriera non venne stroncata per sempre da un infortunio. Qualche anno dopo fa il barista a New York ed è felicemente fidanzato con la bella collega Yvonne. Quando il vicino di casa Russ, un tipo poco raccomandabile, gli chiede di badare al suo gatto e all'appartamento per qualche giorno, Hank accetta di buon grado, ma finisce così nel mirino di criminali che lo credono in possesso di una somma di denaro rubato, senza avere idea di come uscirne vivo.

## Produzione
Il film era stato originariamente stato annunciato nel 2013 per la sceneggiatura di David Hayter e la regia di Wayne Kramer, con protagonisti Patrick Wilson ed Alec Baldwin. Nel 2024 la produzione è ripartita col coinvolgimento di Aronofsky, dello stesso Huston alla sceneggiatura, e di Austin Butler e Regina King nei ruoli rispettivamente di Wilson e Baldwin.

## Promozione
Il trailer è stato diffuso in rete il 21 maggio 2025, seguito da quello in italiano il 24 luglio.

## Distribuzione
Il film ha avuto un'anteprima il 7 agosto 2025 nella località portoricana di Guaynabo. Sarà distribuito nelle sale cinematografiche statunitensi dalla Sony a partire dal 29 agosto 2025, mentre in quelle italiane da Eagle Pictures a partire dal 27 agosto.